# Kaj Jensen (modstandsmand)
 Der er flere personer med dette navn, se Kaj Jensen.
Kaj Jensen (14. maj 1924 – 16. marts 1945) var en dansk modstandsmand, som var medlem af BOPA.
Den 16. marts 1945 deltog han i en planlagt sabotageaktion mod et tysk ammunitionstog. Om bord på toget var 50 tyske soldater mere end modstandsgruppen BOPA havde regnet med. Jensen kom i en voldsom ildkamp mod tyske soldater, som var bevæbnet med maskinpistoler. Under kampen blev han ramt af et dødbringende skud, affyret af tyske soldater.
Han blev i 1945 begravet på Århus Vestre Kirkegård.